# 2015 в Україні
2015 в Україні — це перелік головних подій, що відбулись у 2015 році в Україні. Також подано список відомих осіб, що померли в 2015 році. Крім того, зібрано список пам'ятних дат та ювілеїв 2015 року. З часом буде додано відомих українців, що народилися в 2015 році.

## Пам'ятні дати та ювілеї
- 8 січня — 80 років від дня народження Василя Симоненка, українського поета і журналіста, шістдесятника.

## Події
- 27 січня — Верховна Рада України визнала Росію країною-агресором, а самопроголошені «ДНР» і «ЛНР» терористичними організаціями[1].
- 29 січня — у Вуглегірськ увійшли танкові загони бойовиків, у місті розгорнулися запеклі бої[2].
- 3 лютого — у Гадяцькому районі Полтавської області стався землетрус.
- 5 лютого — Національний банк визнав неплатоспроможним банк «Надра» Дмитра Фірташа, який входить у групу найбільших фінустанов України[3].
- 6 лютого — «Національний банк України» підвищив облікову ставку з 14 % до 19,5 %[4].
- 10 лютого — російські терористи з Горлівки обстріляли з РСЗВ «Смерч» штаб антитерористичної операції і житлові квартали Краматорська. загинули 17 людей, поранено понад 60, серед них вояки[5].
- 12 лютого — у Мінську за підсумками 16-годинних зустрічей лідерів країн «Нормандської четвірки» і учасників контактної групи був прийнятий комплекс заходів з врегулювання конфлікту на сході України.
- 18 лютого — українські війська покинули Дебальцеве.
- 23 лютого — три найбільших мобільних оператори України «Київстар», «МТС Україна» і «Астеліт» («TM life :)») придбали ліцензії 3G на користування радіочастотним ресурсом для «ІМТ-2000» (UMTS) в Україні[6].
- 3 березня — «Національний банк України» визнав п'ятий банк країни «Дельта Банк» неплатоспроможним[7].
- 4 березня — внаслідок вибуху на шахті імені Засядька в Донецьку загинули 33 гірники[8].
- 4 березня — «Національний банк України» підвищив ставку рефінансування до 30 %[9].
- 5 березня — Верховна Рада України ухвалила за основу та в цілому президентський законопроєкт, яким запропоновано зробити вихідним днем День захисника України 14 жовтня[10].
- 5 квітня — українка Марія Музичук стала чемпіонкою світу з шахів серед жінок.
- 9 квітня:
  - Найбільша компанія України «Метінвест» заявив про стан дефолту[11].
  - Верховна Рада України ухвалила пакетом закони про декомунізацію[12][13][14].
- 12 травня — «Укрзалізниця» повідомила кредиторам про настання технічного дефолту за її внутрішніми борговими[15].
- 3 червня — російсько-терористичні загони здійснили спробу наступу на Мар'їнку та втратили сотні бійців убитими та пораненими[16].
- 16 вересня — Україна запровадила масштабні санкції проти Росії.
- 23 вересня — депутати міськради Артемівська Донецької області схвалили повернення місту історичної назви Бахмут[17].
- 8 жовтня — Київрада ввела мораторій на виплату зовнішніх боргів столиці, допустивши технічний дефолт[18].
- 25 жовтня — відбулися вибори депутатів місцевих рад та сільських, селищних, міських голів.
- 25 жовтня — Україна припинила авіасполучення з РФ[19], у відповідь Росія увела дзеркальні санкції.
- листопад — парламент прийняв безвізовий пакет законів та поправок для просування по шляху до безвізового режиму з ЄС. Серед них — антидискримінаціїні до ТК, антикорупційні тощо.
- 18 грудня — український уряд наклав мораторій на виплату Росії боргів на $3,5 млрд[20].

## Особи

### Померли
- 29 січня — Віктор Шпортько, український співак, тенор, народний артист України (нар. 1944).
- 2 лютого — Андрій Кузьменко, український співак і продюсер, лідер гурту «Скрябін» (нар. 1968).
- 21 лютого — Михайло Коман, український футболіст та тренер (нар. 1928).
- 24 лютого — Мефодій (Кудряков), предстоятель УАПЦ блаженнійший митрополит (нар. 1949).
- 28 лютого — Михайло Чечетов, народний депутат України II, V, VI, VII скликань ((нар. 1953).
- 6 березня — український архівіст, краєзнавець Любомира Бойцун, похована на Микулинецькому кладовищі.
- 9 березня — Станіслав Мельник, народний депутат України V, VI, VII скликань ((нар. 1961).
- 12 березня — Олександр Пеклушенко, народний депутат України VI, V, VI скликань ((нар. 1954).
- 20 березня — Віктор Янукович (молодший), народний депутат України V, VI, VII скликань, син екс-президента України Віктора Януковича ((нар. 1981).
- 15 квітня — Олег Калашніков, народний депутат України V скликання, убитий ((нар. 1962).
- 16 квітня — Олесь Бузина, антиукраїнський журналіст, публіцист, есеїст, телеведучий, убитий ((нар. 1969).
- 19 травня — український поет, публіцист, редактор, громадський діяч Євген Безкоровайний.
- 10 червня — Володимир Бойко, голова правління і генеральний директор ВАТ «Маріупольський металургійний комбінат імені Ілліча» ((нар. 1938).
- 12 серпня — Ігор Єремеєв, український бізнесмен і політик, народний депутат України ((нар. 1968).
- 23 жовтня — Лубківський Роман Мар'янович, український письменник-перекладач, дипломат, шевченківський лауреат ((нар. 1941).

### Призначено, звільнено
- 29 січня — Михайло Корда обраний ректором Тернопільського державного медичного університету імені І. Я. Горбачевського

## Засновані, створені
- З кінця січня на базі колишньої 11-ї гвардійської артилерійської бригади дислокується 44-та окрема артилерійська бригада ЗСУ.[21]

## Зникли, скасовані
- Відповідно до Законів України про декомунізацію, в Україні знесено низку пам'ятників Леніну та іншим комуністичним діячам (див.: Хронологія Ленінопаду (2015))